# 롭 녹스
롭 녹스(Rob Knox, 1989년 8월 21일 ~ 2008년 5월 24일)는 잉글랜드의 배우이다. 해리 포터와 혼혈 왕자에서 마커스 벨비 역으로 출연하였다. 2008년 5월 24일, 술집 근처에서 그는 칼에 찔린채로 18살의 어린 나이로 살해되었는데, 남동생 제이미를 보호하기 위해 싸움에 개입했던 것으로 알려져 있다. 워너브라더스는 이 소식을 듣고 충격적이고 슬프다라고 한 바 있다.